# Парма
Вижте пояснителната страница за други значения на Парма.
Па̀рма (на италиански: Parma, на пармски диалект: Pärma) е град и община в Италия с 198 121 жители към 2024 г., столица на едноименната провинция и втори град в Емилия-Романя по население след регионалната столица Болоня.
Древна столица на Херцогство Парма, Пиаченца и Гуастала (1545 – 1859), градът е седалище на университет от XI век. От 2004 г. е и седалище на Европейския орган за безопасност на храните (EFSA), от 1956 г. на Магистратурата за река По, днес Междурегионална агенция за река По (AIPO), от 1990 г. на Управлението на басейна на река По (AdbPo) и от 1994 г. на звено за научни изследвания (RIS) на карабинерите с юрисдикция над Северна Италия. Crédit Agricole Italia, създадена от придобиването на Спестовната каса на Парма и Пиаченца, също е със седалище тук.
Всяка година през октомври в града се провежда фестивалът „Верди“. През декември 2015 г. Парма получава признанието на ЮНЕСКО за „Творчески град за гастрономия“.
Градът е обявен за италианска столица на културата за 2020 г. на 16 февруари 2018 г. На 12 март 2020 г. пандемията от COVID-19 принуждава организацията официално да спре събитието до второ нареждане и да отмени или отложи повечето от планираните събития; впоследствие с постановлението за рестартиране, одобрено от Министерския съвет та Италия на 13 май, званието е присъдено и за 2021 г.
Парма е Европейска столица на младежта за 2027 г.

## География
Градът е разположен в Северна Италия, в западната част на областта Емилия, между Апенините и Паданската низина. Разделен е на две от потока Парма, приток на река По, който, точно преди да навлезе в сърцето на историческия център, приема водите на притока на Баганца. Парма е поток, следователно водно течение с променлив режим, което редува бурните наводнения през зимния сезон, когато приема името „Парма воладора“, с пустите сухи летни периоди. 
В началото на XIX век коритото на реката е стеснено с високи стени, по-точно „Лунгопарма“, което придава на града непрекъснат профил.
За да се защити района на Парма от хидрогеоложките рискове от наводнения на потока Парма, през 2005 г. е създаден разширителен басейн на няколко километра южно от центъра на града, в района на Марано. Резервоарът може да побере до 12 млн. m2 вода: това е най-големият басейн в региона, превръщайки се в третото по големина езеро по време на наводнения. Състои се от бариера с дължина над 260 m и височина 24 m. Територията на общината е изцяло равнинна и две водни пътища маркират част от нейните граници, река Таро на запад и потокът Енца на изток, който също бележи отделянето от близката провинция Реджо Емилия. Първите подножия на Пармските Апенини се намират на около 15 km на юг, извън територията на общината, в съседните общини Траверстоло, Лесиняно де Бани, Лангирано, Фелино, Сала Баганца и Колекио.
Граничи със следните 15 общини: Колекио, Сант'Иларио д'Енца, Сорболо Медзани, Гататико, Сала Баганца, Ночето, Ториле, Фонтевиво, Фелино, Монтекиаруголо, Фонтанелато, Лезиняно де' Бани, Сиса Треказали, Траверсетоло и Лангирано. Отстои на 49 km от Модена, на 56 km от Пиаченца, на 87 км от Болоня, на 117 km от Милано, на 120 km от Генуа и на 134 km от Флоренция.
Има следните подселища (на италиански: frazioni) и местности: Албери, Антоняно, Баганцола, Бенечето, Боргето, Ботегино, Ка' Терци, Калестани, Кампо Бо, Кариняно, Карпането, Картиера, Казалбаронколо, Казалора Ди Равадезе, Казалтоне, Казе Капели, Казе Кокони, Казе Кростоло, Казе Нуове, Казе Росе, Казе Векие, Казино Дала Роза, Кастаньола, Кастелново, Черварам Киоцола, Колорето, Корканяно, Кортиле Сан Мартино, Ея, Фонтана, Фонтанини, Фраоре, Гайоне, Гиаята Нуова, Гиайе, Ил Моро, Ла Катена, Ла Палацина, Маландриано, Марано, Мароре, Марторано, Молетоло, Молино Ди Маландриано, Остерия Сан Мартино, Панокия, Парадиня, Педриняно, Пиластрело, Пицолезе, Понте, Понте Таро, Порпорано, Поцето Пиколо, Куерчоли, Равадезе, Ронко Пасколо, Роза, Сан Ладзаро Парменсе, Сан Леонардо, Сан Панкрацио Парменсе, Сан Просперо, Сан Просперо Парменсе, Сан Руфино, Валера Виароло, Виаца, Викофертиле, Викомеро, Вигато и Виголанте.

## Произход на името
Според много историци топонимът произлиза от кръглия щит, използван от древноримската армия, който вероятно напомня формата на първото ядро на града. Според други учени то има по-древен произход, произлизащ от етруския род Parmnie, от женски род Parmni, от антропонима Parme. Двете очевидно противоречиви тези са обобщени от лингвиста Масимо Питау, който смята, че латинската дума parma/parmae е заимствана от етруския език и че етруските вече са използвали същия кръгъл метален щит. Не всички изключват неопределен лигуски или келтски произход на латинизирания топоним. И накрая, съществува хипотезата, че името произлиза от едноименния поток, който го пресича.
Въпреки че в продължение на векове жителите на града и неговата територия са безразлично наричани Пармиджани или Парменси, особено след XX век става много обичайно да се използва първото за обозначаване само на местните жители или жителите на Парма, а последното изключително за тези от нейната провинция, наречена Парменсе.

## История
Най-старите следи от човешко присъствие в района на Парма датират от Ранната новокаменна епоха, приблизително 5600 – 5000 г. пр.н.е., но по това време районът е слабо населен. Ситуацията се променя след 5000 г. пр. н. е., когато се развиват различни селища, отнасящи се към културата на съдовете с квадратно гърло.
По време на Ранната бронзова епоха, между XVIII и XVII век пр. н. е., са основани някои села, приписвани на културата Полада, но с началото на Средната бронзова епоха, започвайки от XVI век пр. н. е., на територията се разпространяват многобройни терамарски селища.
Въпреки че няма свидетелства, според някои историци и споменаване на Тит Ливий, Парма е основана от етруските, които се заселват в Западна Емилия между VII и VI век пр. н. е. Впоследствие, към IV век пр. н. е., регионът е окупиран от келтските бои.
С прогресивното завладяване на Северна Италия от римляните през 183 г. пр.н.е. Парма става римска колония и всяко от 2000-те семейства, заселени там, получава парцели земя близо до Виа Емилия, от която на изток от града започва кардо-то на центурията, което се извива по долината на Пармския поток, давайки началото на пътя от сто мили, който свързва Парма с Луни през прохода Лагастрело. С течение на годините проявената лоялност към империята печели на града титлата Августа Парменсис.
В по-късни времена кризата на Римската империя кара Парма да загуби известна стабилност и икономически просперитет до кулминацията на демографския спад, който през 377 г. принуждава император Грациан да засели варварското племе тайфали в района. Следват периоди на редуване на просперитет и упадък: на грабежите на Атила през 452 г. се противопоставя след 502 г. възраждането, предизвикано от Теодорих Велики; на последващите драматични последици, причинени от Готските войни, противостои един нов разцвет през краткия византийски период (539 - 568), който печели на Парма прозвището „Хрисополис“ (Златен град).
По-късно, с пристигането на лангобардите през 593 г., Парма за първи път става военен и административен център, столица на херцогство, в което живее една от дъщерите на крал Агилулф. Франките наследяват лангобардските херцози и през 879 г. Карломан дава на епископ Гуибодо временна власт над града. Разграбването, причинено от нашествията на маджарите през IX век, е последвано от период на мир и демографски растеж. По време на тази фаза Парма продължава да се управлява от дълга поредица от графове-епископи до XII век, когато градът става свободна комуна, управлявана от подест и капитан на народа. През 1160 г. Фридрих I Барбароса покорява жителите на Парма, принуждавайки ги да обявят лоялност към империята, но имперската власт е победена в битката при Леняно през 1176 г. от градовете, обединени в Ломбардската лига (включително Парма). През 1183 г. мирът от Констанц възстановява автономията на града.
В дългия спор между гвелфите и гибелините, доминиращ италианския политически живот от XII до XIV век, Парма първо застава на страната на гибелините, които са на страната на императора, а впоследствие и на гвелфите, след битката при Боргето дел Таро (близо до днешния Кастелгуелфо). Следва период на чуждестранно господство: Парма е подчинена на миланското господство на Висконти от 1346 до 1447 г., с изключение на кратка пауза, между 1404 и 1409 г., в която властта преминава в ръцете на Отобуоно де Терци. Висконти са наследени от Сфорца, но също и от френските владения.
През 1521 г. папската и испанската армия, след тридневна обсада, побеждават французите и градът е превзет. През 1545 г. папа Павел III (роден Алесандро Фарнезе) създава Херцогство Парма, поверявайки го на своя извънбрачен син Пиер Луиджи Фарнезе Млади. Семейство Фарнезе поддържа херцогското управление до 1731 г., превръщайки Парма в малка италианска столица, богата на произведения на велики художници като Антонио да Кореджо и Пармиджанино.
Фарнезе са наследени от Бурбоните с инфанта на Испания Карлос III, син на Изабела Фарнезе и Филип V от Испания. През 1734 г., след избухването на Войната за полското наследство и завладяването на Двете Сицилии от Бурбоните, Карлос III е признат за крал на Неапол, но е принуден да отстъпи Пармското херцогство на император Карл VI през 1735 г., без първо да забрави да лиши Парма от всички семейни колекции, съхранявани в дворците, и да ги вземе със себе си в Неапол.  През 1748 г. Херцогство Парма и Пиаченца, с добавянето на Гуастала, се връща на Бурбоните с подписването на Договора от Аахен, който слага край на Войната за австрийското наследство. Филип I основава династията Бурбон-Парма, която помага на Парма да се превърне в културен фар в Европа. 
През 1802 г. Наполеон Бонапарт анексира херцогството към Франция, превръщайки го в обикновен департамент (департамент Таро ). По време на френската окупация произведения на изкуството се озовават във Франция поради наполеоновите грабежи. Парма, заедно с Флоренция, е най-ограбеният град. Според каталога, публикуван в Bulletin de la Société de l'art français през 1936 г., от 47 произведения на изкуството, изпратени и каталогизирани във Франция, само 28 са върнати в Парма, а повечето от останалите във Франция са изложени в Лувъра и в провинциални френски музеи.
Едва с абдикацията на Наполеон, настъпила през 1814 г. и с последвалия Виенски конгрес, Херцогство Парма, Пиаченца и Гуастала е възстановено и е  временно поверено на Хабсбургите. Мария-Луиза Австрийска, съпруга на Наполеон и дъщеря на император Франц II, по този начин става новата херцогиня на града и въпреки революционните събития от 1831 г. запазва властта до смъртта си през 1847 г., макар и без властта да предаде трона на наследниците. През същата година Бурбон-Парма се завръщат да управляват херцогството, първо с Карл II Лудвиг (1847 – 1849), наследен от сина си Карло III (1849 – 1854), намушкан до смърт на улицата на 26 март 1854 г. от неизвестен нападател, и накрая с Роберто I,  който, тъй като е твърде млад, за да управлява, има регент в лицето на майка му Луиза-Мария Бурбон-Френска. Роберто I е свален от власт през 1859 г., на 11 г., когато при избухването на Втората война за независимост майка му предпочита да избяга в Кралство Ломбардия-Венето в очакване на изхода от войната. С примирието във Вилафранка Кралство Сардиния анексира херцогството след плебисцит, проведен през 1860 г. Клонът Бурбон-Парма все още просперира днес и от 1964 г. насам внуците на Роберто са велики херцози на Люксембург.
През 1922 г. Парма се отличава в битката с фашистките милиции, командвани от Итало Балбо, като издига барикади в много квартали на града. На 23 април 1945 г. започва отстъплението на нацистко-фашистките войски от Парма и на 24 април група граждани временно превземат местния вестник „Гадзета ди Парма“ с цел да го предадат на Комитета за национално освобождение. На 26 април партизаните и съюзническите войски влизат в града. Заради жертвите на жителите  си и заради активността но града в партизанската борба по време на Втората световна война, Парма е сред градовете, наградени за военна доблест за Освободителната война и със златен медал за военна доблест. По време на Учредителното събрание има опит от сенатор Джузепе Микели и някои политици, за създаване на регион Емилия Лунензе със столица Парма: първоначално предложението е одобрено, но по-късно е спряно.

## Забележителности
В града са изброени 330 културни ценности, включително 34 археологически и 296 архитектурни.

### Религиозна архитектура
Основните религиозни паметници, с които градът е известен, се намират близо до площад Дуомо: катедралата, осветена през 1106 г., която се смята за едно от най-великите произведения на романската архитектура в Италия, в която се пази Свалянето на кръста – барелеф от 1178 г. от Бенедето Антелами, както и важните ренесансови фрески в купола („Възнесение Богородично“), дело на Антонио да Кореджо, и в трите кораба; баптистерият Антелами, осветен през 1270 г., който, изцяло покрит с розов мрамор от Верона, е обогатен със стенописи и скулптури, датиращи от XIII и XIV век; ренесансовото абатство „Сан Джовани Еванджелиста“, в чийто голям комплекс може да се любуваш на църквата с късна маниеристична мраморна фасада от Симоне Москино, богато украсена отвътре с ренесансови фрески, включително много известния купол „Сан Джовани“, изрисуван от Кореджо, библиотеката с нейните гротескни фрески и картата на Херцогство Парма и Пиаченца и древната аптека, съставена от четири стаи, които все още съдържат мебелите от периода.
Недалеч са и манастирът „Сан Паоло“, чиято Зала на игуменката разполага с чадърен свод, изцяло изрисуван от Кореджо, и базиликата „Санта Мария дела Стеката“, която, считана за един от най-значимите примери в Италия за централно планирани църкви от първата половина на XVI век, включва забележителни ренесансови фрески вътре, включително Трите мъдри девици и Трите глупави девици, шедьовър на Пармиджанино.
Също така на няколко крачки от площад „Дуомо“ е църквата „Сан Франческо дел Прато“ – най-голямата в града, със съседния малък ораторий на Непорочното зачатие от XIII век и в чист францискански готически стил, в началото на XIX век е превърнат в мъжки затвор, но през 2021 г. е реновиран и отворен отново за богослужения.
Също така заслужава да се отбележат неокласическата църква „Сан Пиетро Апостоло“, дело на Анмон Александър Птито, бароковата църква „Сан Витале“ с живописния паметник Бекария, бароковата църква „Сант'Антонио Абате“, проектирана от Фердинандо Гали от Бибиена, древната църква „Сан Сеполкро“, готическата бивша църква „Санта Мария дел Кармине“, малката църква „Санта Мария дели Анджели“, богата на стенописи.
В квартал „Олтреторенте“ се намира монументалната църква „Сантисима Анунциата“ от Джован Батиста Форново, считана за един от най-значимите паметници на експерименталния маниеризъм от втората половина на XVI век, с необичаен елиптичен план с десет малки апсиди, подредени в радиален модел.
Недалеч са още малката барокова църква „Санта Мария деле Грацие“ със стенописи на Себастиано Галеоти, ораторият на Сант'Иларио в Старата болница, посветена на светеца покровител на града, бившата църква „Сан Франческо ди Паола“, от която все още е останала само бароковата фасада, заобиколена от две кули, наречени „дей Паолоти“, романската църква „Санта Кроче“, бароковата църква „Санта Мария дел Куартиере“ от Джован Батиста Алеоти, характеризираща се с големия купол с великолепни стенописи на Рая, дело на Пиер Антонио Бернабей.
Извън градската зона има два забележителни монашески комплекса: Абатство „Валсерена“ (известно още като Чертог на Парадиня), сега дом на Центъра за изучаване на комуникациите и архива, чиято внушителна църква запазва интериора си в ломбардски готически стил, Чертогът на Сан Джиролао (известен също като Пармски чертог), днес дом на пенитенциарната полицейска школа за обучение и опресняване, която все още съхранява важни произведения на изкуството.

И накрая, в подселищата на града, заслужаващи внимание, са енорийската църква „Сан Панкрацио“ в Сан Панкрацио Парменсе, която запазва колони и капители от римския и романския период, романската енорийска църква „Сан Джеминиано“ във Викофертиле, която поддържа оригиналните фигуративни капители, датиращи от XII-XIII век и средновековен кръщелен купел,  романската енорийска църква на Свети Иполит и Касиано в Гайоне, която съдържа значителни археологически находки.
- Куполът на Баптистерия
- Църква „Сан Джовани Еванджелиста“
- Стаята на игуменката
- Базилика „Мадона дела Стеката“
- Интериор на църквата „Сан Франческо дел Прато“
- Църква „Сантисима Анунциата“
- Куполът на Санта Мария дел Куартиере
- Абатство „Валсерена“

### Военна архитектура
Основната военна сграда, запазена в града, е Цитаделата, внушителна петоъгълна крепост днес в центъра на едноименния квартал. Построена в края на XVI век от Змералдо Змералди по заповед на херцог Алесандро Фарнезе, главният й вход е обрамчен от монументална фасада от мрамор от Карара, проектирана през 1596 г. от Симоне Москино. След като първоначалните й отбранителни функции са прекратени, след Втората световна война е превърната в голям обществен парк, много посещаван от жителите на Парма.
Градът също така разполага с малката кула „Висконти“, разположена пред Палацо дел Пилота на противоположната страна на потока Парма. Построена е от Бернабо Висконти през XIV век.
Що се отнася до градските стени, Парма е била заобиколена от кръг от стени в продължение на хилядолетия, модифицирани и разширявани през вековете. Въпреки това в много ранните години на XX век е решено да се разруши цялата стена, от която остават само някои частични следи и две от петте порти: древната Порта Сан Франческо в края на Страда „Никсо Биксио“, оградена от 1866 г. от монументалната Бариера Биксио; елегантната сграда на Фарнезе на ренесансовата Порта Санта Кроче до едноименния площад. Въпреки това няма следи от Порта „Сан Барнаба“ в Бариера Гарибалди, докато фасадата на Фарнезе на Порта Сан Микеле в Бариера република и гербът на Бурбоните, който увенчава фасадата на Порта Нуова в Бариера Фарини са запазени в Кортиле дела Рокета в Палацо дела Пилота.

В поселищата има и някои укрепени архитектури, свидетелстващи за многобройните защитни структури, осеяли територията през средновековието: кулата в Багацола, кулата в Бенечето, кулата във Викомеро, кулата в Албери и замъкът в Панокия.
- Монументалният вход на Цитаделата
- Порта „Сан Франческо“
- Порта „Санта Кроче“
- кула „Багацола“
- кула „Бенечето“
- кула „Викомеро“
- замък „Панокия“

### Градска архитектура

#### Дворци
Основните градски сгради са построени през вековете, когато Парма е била столица на херцогство. Сред тях огромният монументален комплекс на Палацо дела Пилота се откроява със своето значение, построен за херцозите Фарнезе, започвайки от 1580 г. като съдържащ всички услуги на двора и държавата; до него се стига чрез внушително ножично стълбище, покрито с купол, проектиран от Симоне Москино. Днес той е дом на Националната галерия на Парма, Театър „Фарнезе“, Националния археологически музей на Парма, Палатинската библиотека, музея „Бодони“ и Художественият институт „Паоло Тоски“.
На същия площад (Пиацале дела Паче), в допълнение към неокласическия Провинциален дворец и Министерския дворец, се намира и Палацо ди Ризерва, построен от 1673 г., който днес се представя с характерните фасади в стил Луи XV на север и запад, до неокласическото крило, проектирано от Анмон Александър Птито, в което днес се помещава художественият музей „Глауко Ломбарди“; крилото на сградата е Палацо ди Ризерва в чист стил Ар нуво.
Отвъд потока Парма, вътре в Херцогския парк, е Палацо дел Джардино – дворцова сграда, построена от 1561 г. по проект на Якопо Бароци ди Виньола и все още днес богата на важни фрески и щукатури от XVII век. В същия парк се намира и ренесансовият Палацето „Еукерио Санвитале“, който съхранява фрагменти от фреска на Пармиджанино. Недалеч се издига огромната монументална сграда на Оспедале Векио – рядък пример за ренесансова болнична архитектура.
На централния площад (Пиаца Гарибалди) – седалището на общинската власт през Средновековието, и днес има различни сгради, които свидетелстват за това: ренесансовата кметство, съдържаща множество ценни творби и в момента представително седалище на общинската администрация на града, Палатът на подеста, разклонение на предишния, характеризиращ се с елегантни средновековни тройни ланцетни прозорци, старият губернаторски дворец, реновиран в неокласически стил от Птито и сега постоянен изложбен център за модерно и съвременно изкуство. До неокласическата църква „Сан Пиетро Апостоло“ се намира и неоренесансовата сграда „Каса ди Риспармио“ с прилежащата бивша сграда на Търговската камара, със своите ценни стаи в стил Ар Нуво и Артдеко.
Преминавайки към Катедралния площад (Пиаца Дуомо), се намира Епоскопският палат – древна епископска резиденция, характеризираща се със своите тройни ланцетни прозорци от XIII век и ренесансови лоджии, все още днес седалище на епархията на Парма и епархийския музей. Наблизо е и Голямата семинария, която запазва ренесансовата структура на портика с лоджията над фасадата, затворена през XIX век.
Сред древните обществени сгради на града също заслужават внимание Университетският дворец – внушителна сграда от XVI век и сегашно седалище на Пармският университет, бароковият Палацо деле Орсолине, Съдебната палата , Палацо „Апе Музео“, неокласическият императорски дворец Арена – голяма сграда, богата на важни фрески и дом на Националното училище-интернат „Мария Луиджа“, Палацо деле Кароце от XVIII век – дом на езиковия отдел на Пармския унивеситет, елегантното Кацинето „Птито“, едно от първите елегантни италиански кафенета, построени през Неокласическата епоха, внушителният Палацо „Джордани“ в стил Ар Нуво, дом на офисите на провинция Парма, неоготическата Малка семинария, Къщата-майка на Ксаверианските мисионери – дом на Музея на китайското изкуство и етнографията.

В града има множество престижни благороднически сгради: Палацо Дала Роза Прати от XVIII век, внушителният Палацо Санвитале, сега дом на музея „Амедео Боки“, ренесансовият Палацо Кузани – настоящ дом на Каза дела Музика, Палацо „Тирели“, характеризиращ се с големите си ренесансови теракотени прозорци, неокласическият Палацо Даци, бароковият Палацо „Рангони Фарнезе“ с внушителния си портал, състоящ се от два псевдоатланти, поддържащи балкона, днес седалище на префектурата, Палацо Марки от XVIII век с фасада във фалшива рустика, Палацо „Боси Боки“ – днес седалище на музея на Фондация „Карипарма“, неокласическият Палацо Сораня – настоящо седалище на Съюза на индустриалците в Парма, ренесансовият Палацо Тараскони, Палацо Карми от XIX век с внушителната си неокласическа фасада, бароковият Палацо Палавичино, съдържащ ценни стенописи на Себастиано Галеоти и понастоящем седалище на Регионалния административен съд, Палацо Бозели от XV век.
- Палацо дела Пилота
- Провинциална палата
- Палацо дей Министери
- Палацо ди Ризерва
- Палацо дел Джардино
- Палацето „Еукерио Санвитале“
- Оспедале Векио
- Палацо дел Комуне
- Палацо дел Подестà
- Палацо дел Говернаторе
- Палацо дела Каса дел Риспармио
- Палацо дела Камера ди Комерчо
- Палацо дел Подестà
- Епископски дворец
- Палацо дел'Университà
- Палацо деле Орсолине
- Съдебна палата
- Палацо Апе Музео
- Палацо Империале дел'Арена
- Палацо деле Кароце
- Казинето Птито
- Палацо Джордани
- Семинарио миноре
- Каза мадре дей мисионари Савериани
- Палацо Дала Роза Прати
- Палацо Санвитале
- Палацо Кузани
- Палацо Тирели
- Палацо Даци
- Палацо Рангони Фарнезе
- Палацо Марки
- Палацо Роси Боки
- Палацо Тараскони
- Палацо Карми
- Палат „Палавичино“
- Палацо Бозели

#### Вили
В градската зона има множество вили и къщи в стил Ар нуво, построени в началото на ХХ век, особено в районите на югоизток от историческия център, около виале Кампанини“ и Цитаделата. Сред тях заслужава да се отбележи Вилино Бонаци, построен през 1911 г. от архитекта Марио Стоки Монти и считан за един от най-типичните за италианския Ар нуво. В южните покрайнини са неокласическата Вила „Пичеди“ в края на Виале Рустичи и Вила „Авогадро“ на Страда Фарнезе, първоначално построена в откритата природа.

Премествайки се извън града, има различни престижни благороднически вили: в западния край на Парма, близо до Дан Панкрацио Парменсе, се намира неокласическата Вила „Леви-Тедески“, характеризираща се с внушителен пронаос и висока кула. Във Виголанте е  неокласическата Вила Мациери, доминирана от високата неоготическа кула. В Сан Руфино е неокласическата вила „Павери Фонтана Дела Дзопа“, характеризираща се с централния портик върху колони и големия фронтон, увенчаващ фасадата. В Гайоне неокласическата Вила Паганини, заобиколена от голям парк, принадлежала на цигуларя Николо Паганини. В Кариняно Вила Маленчини от XVI век в центъра на английска градина от 15 хектара, характеризиращ се с рококо структурата на входния портал и важните ренесансови стенописи от Чезаре Бальони във вътрешните зали. Във Вигато – необароковата Вила „Мели Лупи“ с прилежащата неоготическа вила Магавли-Черати и големия английски парк. В Мароре неокласическата Вила Птито от архитекта Анмон Александър Птито, в която все още се помещава малък театър от периода, изцяло изписан с фрески. В Порпорано неокласическата Вила Симонета, характеризираща се с двойната лоджия с покрита тераса и фронтон на западната фасада. В Сан Просперо Парменсе неокласическата Вила „Матей“, вероятно реновирана от Птито и доминирана от полукръглия фронтон на централната част.
- Вилино Бонаци
- Вила Пичеди
- Вила Авогадро
- Вила Леви-Тедески
- Вила Мациери
- Вила Паганини
- Вила Маленкини
- Вила Мели Лупи
- Вила Птито
- Вила Симонета
- Вила Матей

#### Театри
Най-представителната сграда в този смисъл е неокласическият Театро Реджо – градската опера, считана за един от най-важните традиционни театри в Италия. Построен е през 1821 г. от архитекта Никола Бетоли по поръчка на херцогиня Мария Луиза Австрийска. Интериорът е разположен на четири нива кутии и галерия, декорирани от Джироламо Маняни, и запазва древната завеса, нарисувана от Джован Батиста Боргези.
Другият исторически театър, с който градът е известен, е дървеният Театро Фарнезе, разположен вътре в Палацо дел Пилота. Считан за един от първите театри, оборудван с постоянна арка на авансцената, това е първият европейски театър с подвижна сцена. Построен е през 1617 г. от Джован Батиста Алеоти като придворен театър за херцозите Фарнезе. Разрушен от въздушно нападение през май 1944 г., той е възстановен след Втората световна война според оригиналните проекти.
Малък театър от XIX век, проектиран от архитекта Никола Бетоли по поръчка на херцогиня Мария Луиза, се намира в Конвито национале „Мария Луиджа“.
Пред портите на историческия център, в парка Еридания, се намира Аудиториумът на Николо Паганини, проектиран от архитекта Ренцо Пиано и открит през 2001 г. чрез възстановяване на предишните индустриални структури на захарната фабрика Еридания.
Градът има и други забележителни театри: Театро Дуе, пренебрегван от скорошен открит амфитеатър със 780 места, считан за отправна точка в националната и международната театрална сцена, Театро ал Парко вътре в сградите, построени между 1939 и 1941 г. за провеждане на търговски панаири в Херцогския парк, който от години е централата на "Compagnia delle Briciole", огромният Палаверди, първоначално известен като Палакаса – аудитория в панаирния район,Театър „Джованино Гуарески“ в процес на изграждане, предназначен да предлага сезони на популярния театър Парма изцяло на диалект.

И накрая, в подселище Мароре се намира Вила Птито, която съхранява рядък пример за частен театър от XVIII век, все още непокътнат, проектиран от архитекта Анмон Александър Птито в неокласически стил.
- Театро Реджо
- Театро Фарнезе
- Аудиториум „Николо Паганини“
- Театро Дуе
- Театро ал Парко

### Паметници
Градът все още пази някои следи от древния си римски произход. Сред тях, под сегашната Страда Мацини, се виждат останките от Понс Лапидис (известен също като „Римския мост“ или „Мост на Теодорих“), първоначално построен от зидария през епохата на Октавиан Август, но преустроен от камък от Теодорих през 493 г.
Центърът на града също е домакин на редица паметници със забележителна стойност: на Пиацале дела Киеза, пред жп гарата, се издига бронзовият паметник на Виторио Ботего, създаден през 1907 г. от скулптора Еторе Ксименес; на Виале Тоски, зад Палацо дела Пилота, е високият обелиск на паметника на Победата, построен през 1917 г. от Ксименес по проект на архитекта Ламберто Кузани; на Пиацале дела Паче е централният олтар на сега изчезналия паметник на Джузепе Верди, изработен през 1913 г. изцяло в гранит и бронз от Ксименес, също проектиран от Ламберто Кузани; на същия площад е Паметникът на партизанина, създаден през 1954 г. от скулптора Марино Мацакурати по проект на архитекта Гулиелмо Лузиньоли; на древната кула Сан Паоло на Страда Мелони е Паметникът на падналите във всички войни, създаден през 1961 г. от различни скулптори по проект на архитекта Марио Монгуиди; в центъра на Пиаца дела Стеката е паметникът на Париджанино, създаден през 1879 г. от скулптора Джовани Киеричи; на централната Пиаца Гарибалди, пред Губернаторския дворец, е паметникът на Джузепе Гарибалди, създаден през 1893 г. от скулптора Давиде Каландра; на същия площад, в ниша на кметството, е паметникът на Кореджо, създаден през 1870 г. от скулптора Агостино Ферарини; близо до същата сграда, към църквата „Сан Витале“, е копие на древния паметник на Херкулес и Антей (известен също в Парма като du brasè), създаден от фламандския художник Теодор Вандерстурк между 1684 и 1687 г. и запазен в оригинал в центъра на двора на Палацо Кузани.
Преминавайки към квартал „Олтреторенте, Херцогският парк е домакин, в допълнение към многобройните неокласически вази и статуи на скулптора Жан-Батист Будар, се намират два значими паметника: големият фонтан на Трианон, създаден между 1712 и 1719 г. от архитекта и скулптора Джулиано Моцани за градината на Херцогския дворец и разположен на островчето в центъра на рибното езеро на Херцогския парк през 1920 г .; Темпието д'Аркадия, построен под формата на руина през 1769 г. по проект на архитекта Енмон Александър Птито.
В същия квартал, точно отвъд Понте ди Медзо, в центъра на малък площад се издига високият паметник на Филипо Коридони, построен в стил Артдеко между 1925 и 1927 г. от скулптора Алесандро Марцароли, проектиран от архитекта Марио Монгуиди.
Извън историческия център, по улица „Емилия Ест“, стои важна сграда, Арката на Сан Ладзаро – триумфална арка с три арки, построена през 1628 г. в бароков стил, но реновирана няколко пъти, докато придобие сегашния си неокласически вид.

И накрая, заслужава да се отбележи неокласическото монументално гробище на Вилета, построено с осмоъгълен план през 1817 г. по заповед на херцогиня Мария-Луиза Австрийска. В него се намират множество монументални гробници, посветени на знаменити личности, включително Николо Паганини, Илдебрандо Пицети, Карло Алберто дала Киеза, Джузепе Чени, отец Лино Маупас, Джанкарло Растели и Пиетро Барила.
- Понс Лапидис
- Паметник на Победата
- Централна арка на паметника на Джузепе Верди
- Фонтан на Трианон
- Темпието д'Аркадия
- Паметник на Филипо Кориднони
- Арка на Св. Лазар
- Паметник на партизанина
- Паментик на Херкулес и Антей
- Главният вход на Гробището на Вилета

## Спорт
Футболният отбор на града носи името ФК Парма. Играе своите мачове на стадион „Енио Тардини“. Българският футболист Христо Стоичков играе в отбора 23 мача през сезон 1995 – 1996 г., като отбелязва 5 гола.

## Личности
Родени
- Атилио Бертолучи (1911 – 2000), поет
- Бернардо Бертолучи (р. 1940), кинорежисьор
- Енрико Катуци (1946 – 2006), италиански футболен треньор

Починали
- Енрико Катуци (1946 – 2006), италиански футболен треньор.

## Кухня
Парма се слави с добрата си храна и богатата гастрономическа традиция. Това включва кашкавала Пармиджано Реджано и шунката Прошуто ди Парма. Освен това градът изявява претенции за авторство на няколко пълнени ястия с паста: „тортели дербета“ и „анолини ин бродо“.